# Monument a la Puríssima de l'Aguda
Monument a la Puríssima de l'Aguda és un monument commemoratiu de Torà (Solsonès) inclòs a l'Inventari del Patrimoni Arquitectònic de Catalunya.

## Situació
El monument s'aixeca a mitja costa de l'Aguda, en l'indret anomenat "la Creueta", un collet en el camí ral per on, tradicionalment, es puja de Torà a l'Aguda. El lloc convida a reposar del costerut camí de pujada i aprofitar el privilegiat mirador que domina el poble de Torà i bona part de la vall del Llobregós que s'estenen als peus de la muntanya. A la carena de la costa es destaquen les cases de l'Aguda amb l'església de Santa Maria. Prop seu es troba el pilar de la Creueta.

## Descripció
Aquest monument està dedicat a la Puríssima i està format per un basament amb dos graons, un sòcol quadrangular amb les arestes tallades, un fust quadrangular també amb les arestes tallades, un àbac i la imatge de la Puríssima. En una de les cares del basament apareix una inscripció amb el següent text :"FILLES DE MARIA/ CONSTRUIT 1915/ DEVASTAT 1936/ RECONSTRUIT 1946".
És un monument fet amb pedra tallada, a excepció de la imatge que està feta amb ciment i representa a la Puríssima trepitjant el mal, que hi ha materilitzat en forma de serp.

## Pilar de la Creueta

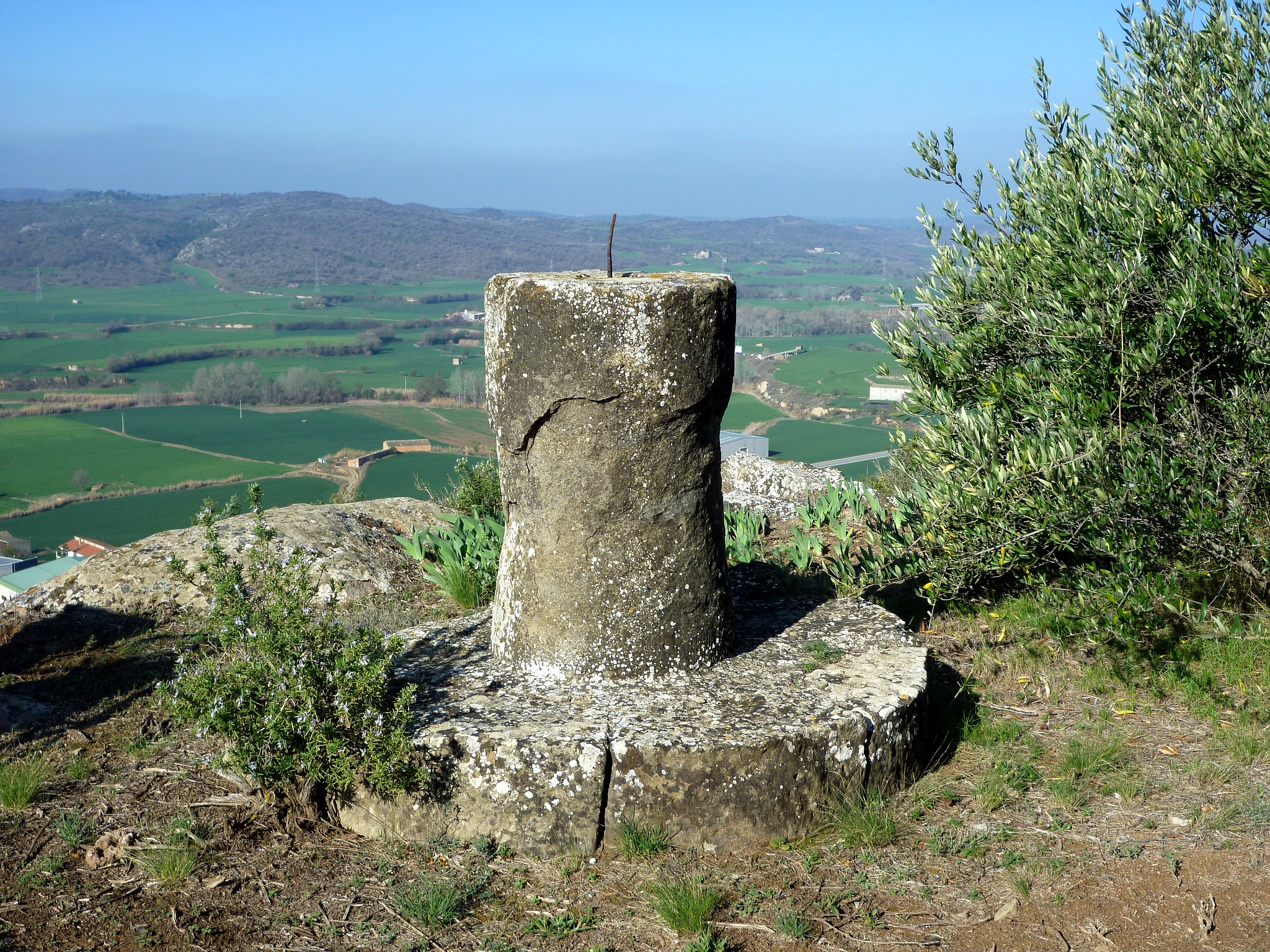
El pilar de la Creueta

Creu que es troba davant del Monument de la Puríssima. Aquesta creueta està formada per un basament circular, damunt el qual s'aixeca un fust molt erosionat i un sòcol també circular on es trobava inserida la creu. Tot plegat fa uns 80 cm d'alçada.
La creu era de tipus llatina, feta amb ferro, amb uns braços de punta de llança.